# Адамар, Жак
Жак Адама́р (фр. Jacques Salomon Hadamard, Жак-Саломон Адамар; 8 декабря 1865[…], Версаль — 17 октября 1963[…], Париж) — французский математик и механик. Автор множества фундаментальных работ по алгебре, геометрии, функциональному анализу, дифференциальной геометрии, математической физике, топологии, теории вероятностей, механике, гидродинамике и др.
Член Французской академии наук с 1912 года, почётный член попечительского совета Еврейского университета в Иерусалиме. Иностранный член-корреспондент (1922) и иностранный почётный член (1929) Академии наук СССР.

## Биография
Родился в Версале в еврейской семье. В 1867 году с семьёй переехал в Париж. Учился в Париже, в 1883 году окончил школу. Уже в 19 лет начал публиковать научные работы.
В 1892 году женился на Луизе-Анне Тренель (фр. Louise-Anna Trénel), у них родились трое сыновей и две дочери. Двое старших сыновей Адамара погибли на фронтах Первой мировой войны, третий был убит во Второй мировой войне (1944).
С 1893 года — профессор в Бордо. Профессор Коллеж де Франс (1897—1935), Парижского университета (1900—1912), Политехнической школы (1912—1937).
По приглашению своих коллег посещал СССР в 1930 и 1934 годах, а Китай — в 1936 году.
Во время немецкой оккупации Франции (1940—1945 годов) был в эмиграции в США, по окончании войны вернулся во Францию.
В 1956 году награждён Золотой медалью Национального центра научных исследований.
Скончался 17 октября 1963 года в Париже.

## Научная деятельность
Отличался разносторонностью научных интересов, известен исследованиями в различных областях математики. В теории чисел доказал (1896 г.) предположенный П. Л. Чебышёвым асимптотический закон распределения простых чисел, создал значительную часть современной теории целых аналитических функций, получил существенные результаты в теории дифференциальных уравнений. Его идеи оказали большое влияние на создание функционального анализа.
В механике занимался проблемами устойчивости и исследованием свойств траекторий механических систем вблизи положения равновесия, задачами газовой динамики и др.
Уделял большое внимание вопросам школьного преподавания. В частности, широкое распространение получил его учебник элементарной геометрии.
Среди учеников Адамара — такие известные математики, как Морис Фреше, Андре Вейль.
Изучал процесс мышления учёных, в книге «Исследование психологии процесса изобретения в области математики» собрал наблюдения за мыслительным процессом, в том числе со слов Альберта Эйнштейна, Анри Пуанкаре, других крупных учёных. В результате работы выяснилось, что мышление не всегда сводится к процессу логического рассуждения, что логическое рассуждение — всего лишь оформление результатов более сложных процессов мышления, природа которых непонятна.

## Политическая позиция
Троюродная сестра Адамара была женой Альфреда Дрейфуса, поэтому он особенно остро воспринял дело Дрейфуса. Адамар оставался вовлечён в правозащитную деятельность, принял деятельное участие в основанной Эмилем Золя «Лиге прав человека», выступал против националистических предрассудков и поддерживал левые движения во Франции 1930-х годов, но не вступал в какую-либо политическую партию.
Содействовал созданию Еврейского университета в Иерусалиме. Активно помогал учёным (евреям и неевреям), бежавшим из нацистской Германии.
По окончании Второй мировой войны активно участвовал в борьбе за мир, вновь сблизился с левыми организациями, из-за чего имел большие трудности с получением разрешения на въезд в США.

## Память
Имя Адамара носят следующие математические объекты:
- Криптопреобразование Адамара
- Матрица Адамара
- Преобразование Уолша-Адамара
- Псевдопреобразование Адамара
- Пример Адамара
- Теоремы Адамара:[править]  -  Теорема Адамара — Картана
  -  Теорема Адамара о вложении
  -  Теорема Адамара о лакунах
  -  Теорема Адамара о трёх кругах
  -  Теорема Адамара о трёх прямых[англ.]
  -  Теорема Адамара о целых функциях[англ.] — уточнение теоремы Вейерштрасса[10].
  -  Теорема Адамара об определителях
  -  Мультипликационная теорема Адамара — теорема об умножении особенностей степенных рядов[10].
  -  Теорема Коши — Адамара (Теорема Адамара о степенном ряде)
  -  Лемма Адамара
  -  Неравенство Эрмита — Адамара[англ.]

## Труды в русском переводе
- Адамар Ж. Задача Коши для линейных уравнений с частными производными гиперболического типа. — М.: Наука, 1978.
- Адамар Ж. Исследование психологии процесса изобретения в области математики. — М.: Советское радио: 1970.
- Адамар Ж. Неевклидова геометрия в теории автоморфных функций. — М.: ГИТТЛ, 1951.
- Адамар Ж. Четыре лекции по математике. — М., 2002. — ISBN 5-93972-185-0.
- Адамар Ж. Элементарная геометрия, в двух томах. Изд. 2-е. — М.: Учпедгиз, 1948—1951. Том I: Планиметрия. Том II: Стереометрия.
- Ю. Сажере, Ж. Адамар, Л. де Бройль. Анри Пуанкаре. — М.-Ижевск: НИЦ «Регулярная и хаотическая динамика», 2001. — 64 с. — ISBN 5-93972-034-X.